# Lebenslanges Lernen
Lebenslanges Lernen, auch als lebensbegleitendes Lernen bezeichnet, ist ein Konzept, das Menschen befähigen soll, während ihrer gesamten Lebensspanne zu lernen. Lebenslanges Lernen setzt wesentlich auf die Selbst- und Informationskompetenz des Einzelnen und hat Aufnahme in viele konservative sowie progressive bildungspolitische Programme gefunden.

## Hintergrund
1962 wurde erstmals in den Dokumenten der internationalen Organisationen lifelong education als Thema geführt. Im Rahmen der damaligen UNESCO-Konferenz in Hamburg fand sich der Hinweis, dass das von der Pariser Zentrale eingesetzte International Committee for the Advancement of Adult Education die Forderung lifelong education for all thematisierte. Trotz der vielfachen Verwendung des Ausdrucks existierte nie eine allgemeingültige Definition. Einzelne historiographische Arbeiten haben einschlägige Ideen von der éducation permanente, lifelong education, recurrent education hin zum lebenslangen Lernen, entlang von Expertenpapieren sowie politischen Programmatiken und zum Teil auch bis weit in die Ideengeschichte nachverfolgt.
Schlüsseldokumente der zunächst globalen Debatte waren der Faure-Bericht und der Delors-Bericht, später wurde eine stärkere Akzentuierung im europäischen Raum vorgenommen. Die Europäische Union erklärte das Jahr 1996 zum „Europäischen Jahr des lebensbegleitenden Lernens“. Auch der Bologna-Prozess dient der europäischen Freizügigkeit in der akademischen Weiterbildung, indem aufeinander aufbauende Hochschulabschlüsse der EU-Staaten untereinander harmonisiert und anerkannt werden.
Im Sinne der Vision, die den Organisationen der Vereinten Nationen zugrunde liegt, entstand in Zusammenarbeit mit der UNESCO eine Publikation. Sie beruht auf der internationalen empirischen erziehungswissenschaftlichen und psychologischen Forschung. Darin wird ein Konzept für ein lebenslanges Lernen entwickelt und dargestellt mit dem Ziel, auf der Basis individueller Selbstbestimmung zur optimalen persönlichen Bewältigung aller Lebensherausforderungen zu befähigen. Dementsprechend geht es im Rahmen dieser Konzeption des lebenslangen Lernens vorrangig um die Förderung selbstbewussten intelligenten und kreativen Handelns im Sinne einer auf Wissenserwerb gerichteten schöpferischen Auseinandersetzung und nicht in erster Linie darum, fremdbestimmt den jeweils aktuellen und allzu oft kurzsichtig an bestimmten Leistungsparametern (Testergebnissen, Auslesekriterien, Profiten) ausgerichteten Erwartungen von Lehrenden, Ausbildern und Arbeitgebern gerecht zu werden.
Der Lobbyverband UNICE (später in Businesseurope umbenannt) bewertet lebenslanges Lernen primär als unternehmerischen und wirtschaftliche Gesichtspunkten als eine notwendige Vermittlung von Kompetenzen, die auf dem Arbeitsmarkt nachgefragt sind. Studentenverbände wie die European Students ́Union (ESU) kritisieren hingegen die ökonomische und betriebliche Ausrichtung der meisten Reformen und haben erklärt, dass sie für den Hochschulraum nicht geeignet seien.

## Deutschsprachige Bildungsdebatte und -politik
Wissen und Fähigkeiten des (hoch)schulischen Lernens sowie der Berufsausbildung und der ersten Berufsjahre genügen – so die Annahme – zunehmend seltener, um eine dreißig bis vierzig Jahre lange Berufslaufbahn zu bewältigen und aktiv an der Gesellschaft zu partizipieren. Schon während und vielmehr noch nach der Schule und Berufsausbildung wird nicht nur durch Teilnahme an Veranstaltungen der Weiterbildung gelernt. Mit dem Lernen in der alltäglichen Lebensführung und durch die wechselnden Arbeitsbedingungen und -anforderungen sowie infolge der Ansprüche einer sich ständig im Wandel befindlichen Gesellschaft bilden sich darüber hinaus auch neue Formen des informellen Lernens sowie neue, weniger an die berufliche Erstausbildung, sondern an bestimmte formelle und informelle innerorganisatorische Lernprozesse geknüpfte Karrierepfade heraus. Auch der ehrenamtliche Bereich bzw. das Freiwilligenengagement sowie der private, familiäre Bereich wird als lern- oder kompetenzförderliche Umgebung benannt.
Lebenslanges Lernen hat in den letzten Jahrzehnten steigende Aufmerksamkeit erhalten und Einzug in viele bildungspolitische Forderungen und Konzepte (Curricula) gefunden. Die Europäische Kommission legte daraufhin ein „Memorandum über lebenslanges Lernen“ vor, das die Förderung der aktiven Staatsbürgerschaft und der Beschäftigungsfähigkeit hervorhebt. Auch im Regierungsprogramm Österreichs ist 2004 die Zielsetzung des „lebensbegleitenden Lernens“ ein Schwerpunkt und es wurde eine interministerielle Strategie bis 2020 ausgearbeitet. Das deutsche Bundesministerium für Bildung und Forschung schrieb 2004: „Lebenslanges Lernen hilft, den Zusammenhalt in der Gesellschaft zu stärken und Ausgrenzung so weit wie möglich zu vermeiden. Im Rahmen einer Gesamtstrategie soll das Ziel verfolgt werden, die Bildungsteilhabe zu erhöhen, allen Menschen mehr Chancen zur persönlichen, ihren Begabungen entsprechenden gesellschaftlichen und beruflichen Entwicklung zu ermöglichen und den Standort Europa mitzugestalten“.
In diesem Zusammenhang ist das Projekt ProfilPASS zu sehen, das im Rahmen der Machbarkeitsstudie „Weiterbildungspass mit Zertifizierung informellen Lernens“ von der Bund-Länder-Kommission für Bildungsplanung und Forschungsförderung (BLK) zur Förderung des lebenslangen Lernens entwickelt wurde.
Trotz dieser vielfältigen Bezüge auf den Begriff des lebenslangen Lernens ist es nicht möglich, eine allgemein gültige Definition davon zu geben, was genau damit gemeint ist – zum Beispiel die Forderung nach einer größeren Durchlässigkeit des Bildungssystems oder die Möglichkeit der Zertifizierung informell erworbener Kenntnisse. Nach EU-Definition umfasst lebenslanges oder lebensbegleitendes Lernen „alles Lernen während des gesamten Lebens, das der Verbesserung von Wissen, Qualifikationen und Kompetenzen dient und im Rahmen einer persönlichen, bürgergesellschaftlichen, sozialen, bzw. beschäftigungsbezogenen Perspektive erfolgt“. Diese äußerst allgemeine, bis heute gültige Definition wurde im Dokument Einen europäischen Raum des lebenslangen Lernens schaffen im Jahr 2001 festgelegt.
Im Hinblick auf Menschen, die aus dem Erwerbsleben ausgeschieden sind, stellte das deutsche Bundesministerium für Familie, Senioren, Frauen und Jugend 2007 fest, dass für die Gruppe der über 65-Jährigen Lebenslanges Lernen nicht mehr für eine Erhöhung ihrer Beschäftigungsfähigkeit als vielmehr für die Erhaltung eines qualitativ hochwertigen persönlichen und sozialen Lebens wichtig sei. „So sollte die Erwachsenenbildung der über 65-Jährigen darauf abzielen, dass sie im Alter aktiv gesellschaftlich partizipieren können. Die Lerninhalte können sich auf allgemeine Kenntnis von Politik und Zeitgeschehen beziehen, darüber hinaus wird der Erwerb von Fähigkeiten zur freiwilligen bzw. ehrenamtlichen Ausübung von Tätigkeiten oder die Erlangung und Aufrechterhaltung von Medienkompetenz angestrebt“.

## Kritik

### Notwendigerweise unklare Begrifflichkeit
Das österreichische Bundesministerium für Bildung stellt fest, dass der Sprachgebrauch im Wortfeld „Lebenslanges Lernen / Erwachsenenbildung“ unpräzise sei: „Lebenslanges, lebensbegleitendes Lernen ist seit seinen ersten bildungspolitischen Konzeptionen begrifflich und inhaltlich immer diffus geblieben. Es existieren unterschiedliche Vorstellungen und Interessen, die mit dem Konzept verbunden werden. Ebenso bleibt das Verhältnis von lebenslangem, lebensbegleitendem Lernen und der Erwachsenenbildung häufig undeutlich.“

### Der „Aktivierungs-Imperativ“
Der Kieler Soziologe Klaus R. Schroeter kritisiert an Versuchen, Menschen, insbesondere solche in der zweiten Lebenshälfte im Rahmen von Konzeptionen des Aktiven Alterns, zu mehr Aktivität anzuregen, sei es in Form einer Verlängerung der Lebensarbeitszeit, sei es in Form ehrenamtlicher Aktivitäten oder in Form der Teilnahme an vorgegebenen Weiterbildungsmaßnahmen, dass diese einen „Aktivierungs-Imperativ“ darstellten, indem bei der Konzeption entsprechender Angebote die Betroffenen nicht nach ihren Wünschen und Bedürfnissen befragt würden und diese letztlich, wenn sie geäußert würden, nicht ernst genommen würden. Insbesondere werde der Ausdruck des Wunsches, mehr freie Zeit zu haben, oft als Forderung nach einem „Recht auf Faulheit“ (fehl-?)interpretiert.

### Betonung der Optimierung der menschlichen Arbeitskraft
An der Forderung nach der „Bereitschaft zum lebenslangen Lernen“ kritisiert Erich Ribolits, dass ein Wirtschaftsinteressen verpflichteter Bildungsbegriff sich auf die „Optimierung von Lernprozessen im Hinblick auf deren Relevanz für ökonomisch verwertbare Arbeit“ konzentriere, der auch die Diskussion über die Ergebnisse der wiederholten Pisa-Studien präge. Welche Inhalte jeweils angeeignet werden sollten, entschieden Ribolits zufolge der Markt bzw. das Arbeitsamt. Letzteres bleibe in der Regel den Beweis schuldig, dass sich so die Chance auf einen neuen Arbeitsvertrag verbessere.
Obwohl eine Erhöhung des Werts der eigenen Arbeitskraft durch mehr Bildung auch im Interesse von Arbeitnehmern liegt, gibt es Kritiker, die die Bereitwilligkeit von Arbeitnehmern, an Weiterbildungsmaßnahmen teilzunehmen, als vorauseilenden Gehorsam bewerten. Der Lernzuwachs bei den Teilnehmern an den Angeboten zur Weiterbildung bleibe häufig hinter den tatsächlichen Erfordernissen in Wirtschaft und Gesellschaft zurück.
Die Unterstellung, diejenigen, die wirtschaftlich nicht erfolgreich seien, seien es deshalb nicht, weil sie sich nicht genügend (weiter)gebildet hätten, solle letztlich gesellschaftliche Ausgrenzung legitimieren. Tatsächlich hängt der Erfolg in Schule, Ausbildung und Beruf stärker von der sozialen Herkunft der Betreffenden ab, als das von vielen angenommen wird.

### Abwehr fremdbestimmter Formen des Lernens
Weitere Kritik bezieht sich darauf, dass die Idee, lebenslang lernen zu sollen, von vielen als bedrohlich, quasi als „lebenslängliche Strafe“ empfunden wird. Es gebe bei vielen massive Versagensängste. Insbesondere Ältere, denen oft nicht mehr viel zugetraut werde, entwickelten emotionale Widerstände gegenüber formalisiertem Lernen, auch wenn sie gute Autodidakten seien. Viele Erwachsene stehen aufgrund negativer Erfahrungen aus der Schulzeit der Aus- und Weiterbildung skeptisch gegenüber. Andere nehmen sie bloß als eine weitere Belastung wahr, die sie für ein erfolgreiches Leben in Kauf nehmen müssen.
Bereits in der Schule müsse sich eine Lernkultur ausbreiten, in der die „Verführung zum Lernen“ den „Zwang zum Büffeln“ ersetze, forderte 2007 das Netzwerk Bildung der Friedrich-Ebert-Stiftung.

### Missverhältnis zwischen Angebot und Nachfrage
Der Begriff „Lebenslanges Lernen“ gilt als euphemistisch angesichts einer im EU-Durchschnitt äußerst bescheidenen Weiterbildungsbeteiligung von etwa einer Woche pro Jahr – Vollzeitstudierende über 25 eingeschlossen. Das verdeutlicht der folgende empirische Befund: So waren „2012 in der EU 9,0 Prozent der 25- bis 64-Jährigen in einem Zeitraum von vier Wochen am Lebenslangen Lernen beteiligt. Die selbstgesetzte Zielmarke von 15 Prozent ist damit noch weit entfernt. Die Teilnahmequote hat sich zwischen 2005 und 2011 von 9,5 auf 8,8 Prozent verringert.“ Zugenommen hat nur das Lernen am Arbeitsplatz; andere Lernorte spielen eine geringe Rolle. Ernst Kistler warf im November 2009 deutschen Unternehmen vor, sie seien in Sachen Weiterbildung ihres Personals nicht aktiv genug. Deshalb sei ein gesetzlich verbriefter Weiterbildungsanspruch von Arbeitnehmern unverzichtbar, zumal „im Trubel der Leistungsverdichtung und Entgrenzung von Arbeit“ in der Betriebspraxis entsprechende Wünsche oft ins Leere liefen.
Bereits 2001 kritisierte Werner Lensing, dass hohe Streuverluste und mangelnde Verwertungsmöglichkeiten der institutionalisierten Weiterbildung dazu führten, dass „mindestens fünfzig Prozent der traditionellen Weiterbildungsmaßnahmen nicht die in sie gesetzten Erwartungen auf Realisierung der angestrebten Veränderungen erfüllen.“ Hinzu kämen Verunsicherung, Enttäuschung und Demotivation bei solchen Teilnehmern, die trotz hohen persönlichen Engagements keinen durchgreifenden Lernerfolg verzeichneten. Dass viele frisch von der Hochschule kommende Akademiker in Betrieben Trainee-Programme durchlaufen müssten, um für die Firmen voll verwertbar zu sein, ist für Lensing ein Indiz dafür, dass der Staat als Organisator von Bildungsprozessen oft weniger geeignet sei als Institutionen bzw. Prozesse des nicht-formalen oder des informellen Lernens.
Die European Association for the Education of Adults, ein Dachverband europäischer Erwachsenenbildungseinrichtungen, fordert, dass Älteren der Zugang zu qualitativ hochwertiger Bildung erleichtert werden solle. Lernen im Alter dürfe kein Privileg einer gut ausgebildeten Minderheit bleiben. Bildungseinrichtungen müssten mehr Lern- und Beratungsangebote bereitstellen, die an die Bedürfnisse älterer Menschen angepasst seien. In diesem Zusammenhang seien ebenso die Unternehmen gefragt, die das Lernen in jeder Altersstufe unterstützen sollten. Die Politik sollte überdies sicherstellen, dass sozial benachteiligte ältere Menschen Bildungsmöglichkeiten erhielten.